# HD 75276
HD 75276，又名CD-45 4541，SAO 220464、HR 3496，是一颗恒星，视星等为5.75，位于銀經265.61，銀緯-1.73，其B1900.0坐标为赤經8h 43m 55.2s，赤緯-45° -1.73′ 14″。